# Powiat żółkiewski
Powiat żółkiewski – powiat województwa lwowskiego II Rzeczypospolitej. Jego siedzibą było miasto Żółkiew. 1 sierpnia 1934 r. dokonano nowego podziału powiatu na gminy wiejskie.

## Starostowie
- Mieczysław Zieliński (-1926)[2]
- Włodzimierz Krzyszkowski (1927-)[3]
- Stefan Bernatowicz ([4][5]-1933[6][7])
- Jan Emeryk (1933-)
- Kazimierz Sługocki (1938-)[8]

Zastępcy
- Tadeusz Nieć (1929-)[9]

## Gminy wiejskie w 1934 r.
- gmina Mosty Wielkie
- gmina Kłodno Wielkie
- gmina Dzibułki
- gmina Nadycze
- gmina Mokrotyn
- gmina Krechów
- gmina Wola Wysocka
- gmina Turynka
- gmina Butyny

## Miasta
- Żółkiew
- Kulików
- Mosty Wielkie